# Penkun
Penkun là một town trong huyện Vorpommern-Greifswald (trước thuộc huyện Uecker-Randow), Mecklenburg-Western Pomerania, Đức. Đô thị này có cự ly 25 km về phía đông của Prenzlau, và 23 km về phía tây nam của Szczecin.

## Các đô thị gần Penkun
- Szczecin City (Ba Lan)
- Eggesin (Đức)
- Ueckermünde (Đức)
- Torgelow (Đức)
- Pasewalk (Đức)
- Gartz (Đức)
- Gryfino (Ba Lan)